# Emmelshausen
Emmelshausen è un comune di 4 980 abitanti della Renania-Palatinato, in Germania.

Appartiene al circondario (Landkreis) Rhein-Hunsrück-Kreis (targa SIM) ed è capoluogo della comunità amministrativa (Verbandsgemeinde) Hunsrück-Mittelrhein.